# ایوراع
ایوراع، روستایی از توابع بخش مرکزی شهرستان اسدآباد در استان همدان ایران استن.این روستا در دهستان چهاردولی قرار دارد و براساس سرشماری مرکز آمار ایران در سال ۱۳۹۵، جمعیت آن ۲۷۵ نفر (۷۹ خانوار) بوده است.
روستای ایوراع که در منطقه چهار دولی قرار دارد از مردمان کردستان هستند که در اثر مهاجرت ها به اسداباد امده اند  .
در روستای ایوراع زبان مردم کوردی است.زبان کوردی متکلمه در ایوراع کوردی قروه یا چهاردولی ضرب هست.  و زیر شاخه ای از کوردی اردلانی هست  . 
در حال حاضر مردم به زبان کوردی قروه ای یا چهردولی ضرب با اندکی تفاوت لغوی هست.
بسیاری از مردم به اشتباه فکر می کنند که مردم چهاردولی اسد اباد و قروه کلهوری گویش می کنند که جواب خیر است به لهجه سورانی متکلمه در سنندج صحبت می شود فقط با تفاوت انگشت شمار کلمه ای یا صرف فعل و همه این مقاله طبق تحقیقات و صحبت کردن با گویش های این مناطق بوده است لهجه قروه ای یا چهاردولی ضرب که در قروه و چهاردولی اسداباد و قروه هست از نظر لغوی سورانی یا از نظر شیوه تلفظی سورانی اردلانی مختص به منطقه ولی از نظر گرامری کلهوری هست که هر چند در منطقه قروه این کوردی غلیظ تر هست تا چاردولی> 
مردم ایورع کردستانی هستند و همیچنین مردمان کل چهاردولی>
از غذا های معروف : اش خیار - اش دوغ کردستانی -  - برساق - پپکه و خورشت ریواس و خورشت کنگر و کلانه هستند
شغل عمده ی مردم: کشاورزی و دامداری هست.